# Star One D1
Star One D1 ist ein kommerzieller Kommunikationssatellit der brasilianischen Embratel Star One.
Er wurde am 21. Dezember 2016 um 20:30 UTC mit einer Ariane-5-Trägerrakete vom Raketenstartplatz Centre Spatial Guyanais (zusammen mit JCSAT-15) in eine geostationäre Umlaufbahn gebracht.
Der dreiachsenstabilisierte Satellit ist mit 70 Ka-, C- and Ku-Band Transpondern ausgerüstet und soll von der Position 84° West aus Brasilien, Mexiko, Lateinamerika (West), Mittelamerika und die Karibik mit Telekommunikationsdienstleistungen und Internet versorgen. Er ergänzt die Brasilsat B4 im C-Band, bietet neue Kapazitäten im Ku-Band für Lateinamerika und Ka-Band für Brasilien. Er wurde auf Basis des Satellitenbus SSL 1300 von Space Systems Loral gebaut und besitzt eine geplante Lebensdauer von mehr als 15 Jahren.